# Himmelska glädjens kapell

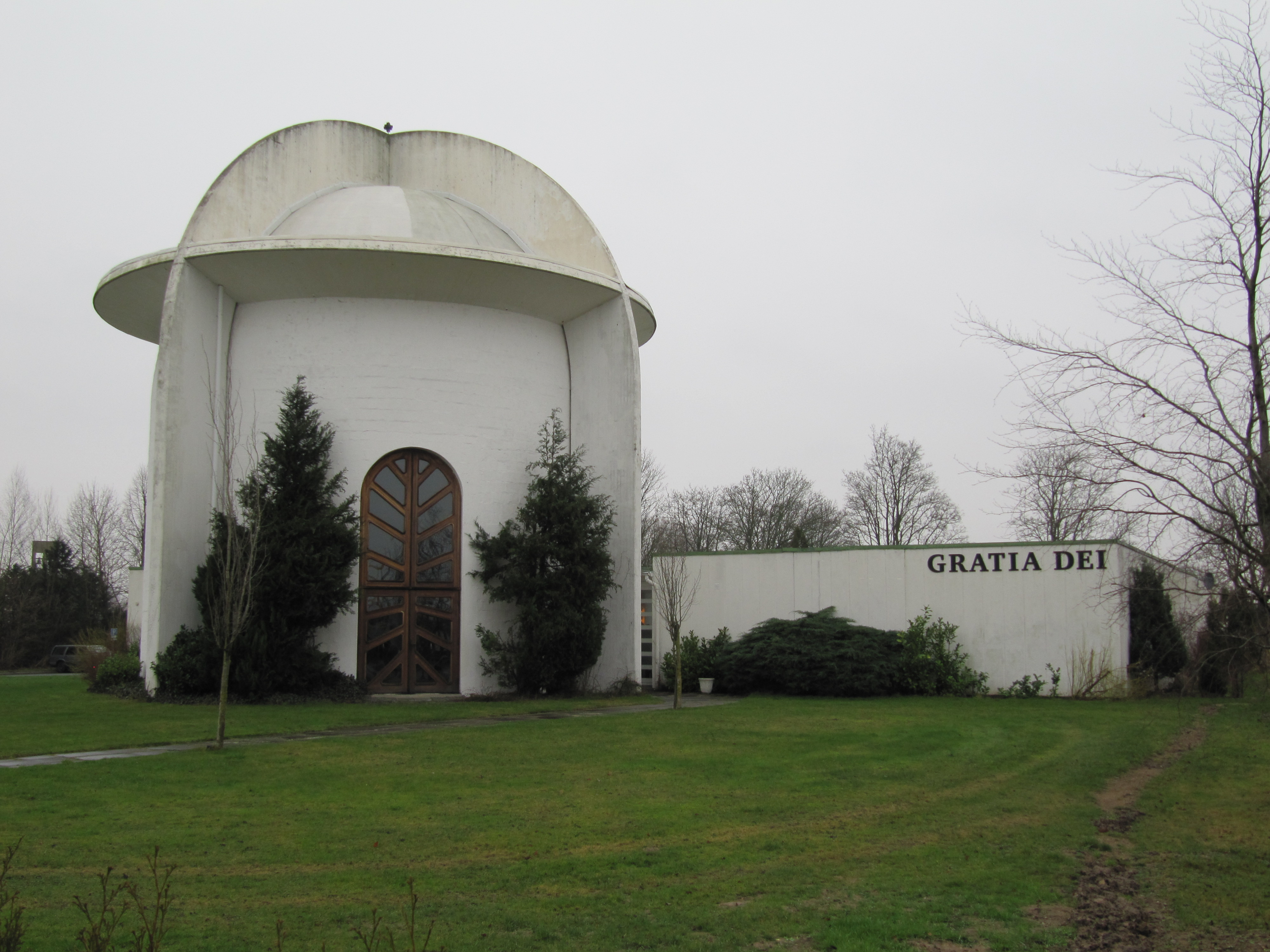
Himmelska glädjens kapell.

Himmelska glädjens kapell är en kyrkobyggnad på Kulltorp i Kristianstad, tillhörande stiftelsen Gratia Dei. Kapellet, som tillkom på initiativ av Gunnar Rosendal, ritades av Peter Celsing och invigdes den 14 december 1962 av biskop Martin Lindström. Altaret befinner sig i mitten och kapellet har plats för ett hundratal personer. Till kapellet sluter Ljusets hall med blänkande svart stengolv och höga fönster ut mot gården och dammen. De låga flyglarna sluter intill och bildar gårdens båda långsidor bort till en avslutande vit pelarrad.